# إسحاق نافون
إسحاق نافون (بالعبرية:יצחק נבון)، (بالإنجليزية: Yitzhak Navon) مواليد (19 أبريل 1921 في القدس - 6 نوفمبر 2015) سياسي إسرائيلي. تولّى منصب الرئيس في 19 أبريل 1978 إلى 5 ماي 1983. يعود نسبه إلى عائلة من اليهود السفارديم، استقرت بالقدس منذ ثلاثة قرون. وقد شاع عنه أنه من نسب الحاخام المغربي اليهودي القبالاة حاييم بن عطار. درس في مدرسة دينية يهودية بالقدس ثم تابع دراسته العليا في الجامعة العبرية في القدس في قسم اللغة العربية.

## روابط خارجية
- إسحاق نافون على موقع IMDb (الإنجليزية)
- إسحاق نافون على موقع مونزينجر (الألمانية)
- إسحاق نافون على موقع ميوزك برينز (الإنجليزية)
- إسحاق نافون على موقع إن إن دي بي (الإنجليزية)